# Сон Хонгю
Сон Хонгю (кор. 손홍규; род. 1975, Чонып, Корея) — южнокорейский писатель.

## Биография
Сон Хонгю родился в 1975 году в городе Чонып, провинции Чолла-Пукто. Большая часть населения города была вынуждена заниматься тяжёлым физическим трудом, что повлияло на определение будущим писателем его дальнейшего пути. Он не хотел заниматься физически сложной работой и решил выбрать профессию писателя, которая позволит ему сидеть за столом с ручкой в руке. По этой причине Сон Хонгю переехал в Чонджу — более крупный город — и поступил там в старшую школу. В Чонджу Сон Хонгю начал пробовать писать. Так как будущий писатель впервые стал жить отдельно от семьи, попытки писать помогали ему справиться с тоской по родным.
В 1993 году Сон Хонгю окончил школу и поступил в университет Тонгук по специальности «корейская литература». В университете писатель нашёл друзей, которые разделяли его литературные интересы, что подвигло его продолжать писать. В 2001 году состоялся дебют Сон Хонгю. Он был удостоен награды «Мира писателей» (작가세계). В 2004 году был награждён «Фондом творчества Дэсан» (대산창작기금). В 2012 году был удостоен литературной награды имени Пэк Синэ (백신애 문학상).
Корейские литературные критики утверждают, что одной из отличительных черт произведений Сон Хонгю можно назвать честность. По словам литературного критика Син Хёнчхоля (신형철), несмотря на то, что произведения Сон Хонгю наполнены человеческим отчаянием и болью, он всё же не прекращает попытки отыскать очевидные причины для надежды. Писатель не приукрашивает унылую и серую реальность, наоборот, считает, что нет ничего неприглядного в том, чтобы иметь надежду. Так или иначе, писатель обращается к теме того, что значит быть человеком. Он будто игнорирует желание окружающего мира избавиться от проблем и душевных ран и уделяет этой теме особое внимание. Писателя интересует тема бесчеловечности, которая неоднократно поднимается в его произведениях. Во многих из героев Сон Хонгю можно обнаружить животное начало и инстинкты. Неудовлетворенность существующей реальностью, несоответствие её ожиданиям приводит персонажей к потере человечности. Они превращаются в нечто среднее между человеком и животным и пытаются изменить реальность, вернувшись к природе.
Кроме того, автор занимает активную гражданскую позицию. Вместе с другими писателями он выступал за свободу слова и мысли, против несправедливой политики. Активная гражданская позиция автора заметна и в его творчестве. Он не оставил без внимания в своих рассказах народное восстание в Кванджу и произошедшее в университете Ёнсе в 1996 году, когда происходили стычки студентов и полиции.

### Переводы на другие языки
- Tuesday River (English)[4]
- The Muslim Butcher (English)[5]
- Baska Topraklarda Rüzgar Sert Eser (Turkish)[6]